# Xarxa domèstica

Un exemple d'una xarxa domèstica simple

Una xarxa domèstica o xarxa per a la llar (també conegut com home area network en anglès, o pel seu acrònim HAN) és un tipus de xarxa d'àrea local (LAN) que es desenvolupa a partir de la necessitat de facilitar la comunicació i la interoperabilitat entre els dispositius digitals presents a l'interior o en els voltants d'una casa.
Els dispositius capaços de participar en aquesta xarxa - dispositius intel·ligents, com a impressores de xarxa i ordinadors portàtils- sovint aconsegueixen majors capacitats emergents per llur capacitat d'interactuar. Aquestes capacitats addicionals es poden utilitzar llavors per augmentar la qualitat de vida dins de la casa en una varietat de formes, tals com l'automatització de les tasques repetitives, augment de la productivitat personal, la seguretat domèstica millorada i un accés més fàcil a l'entreteniment.